# منطقة السكك الحديدية الصينية الشرقية

## العاصمة
هاربين

## التاريخ
- 27 غشت 1896: توقع الصين عقدا مع الامبراطورية الروسية لبناء خط السكك الحديدية الصينية الشرقية.
- 17 ديسمبر 1896: شركة خط السكك الحديدية الصينية الشرقية ((بالروسية: Obshchestvo Kitayskoy Vostochnoy Zheleznoy Dorogi)‏) تنشئ في سانت بطرسبرغ وينتقل مقرها نحو فلاديفوستوك
- يوليو 1897: بدأ أعمال بناء خط السكك الحديدية الصينية الشرقية 1481 كلم (تارسكايا-هيلار-هاربين-أوسورييسك)
- 16 ماي 1898: تأسيس مدينة هاربين
- غشت 1898: الدفاع عن خط السكك الحديدية الصينية الشرقية في منشوريا يناط إلى روسيا
- 3 نونبر 1901: بدأ عبور القطارات للسكة من سانت برطرسبرغ إلى فلاديفوستوك
- 1 يوليو 1903: افتتاح خط السكك الحديدية الصينية الشرقية ووضعه تحت إدارة السير (بالروسية: Upravleniye KVZhD)
- 12 غشت 1903 - 1 يوليو 1905: وضعه تحت سيادة الشرق الأقصى.
- 5 شتنبر 1905: النتازل عن خط السكك من داليان حتى بورت آرثر إلى اليابان
- 1 غشت 1906: التنازل عن سكك أوسورييسك لمدة خمسة وعشرين سنة (حتى 1 يناير 1931) لخط السكك الروسية.
- نونبر 1917 - 20 شتنبر 1924: سيطرة البيض على الخط في الحرب الأهلية الروسية.
- 1 يوليو 1920: إعادة سكك أوسورييسك إلى الإدارة الصينية.
- 18 نونبر 1922: سيطرة الاتحاد السوفيتي.
- 1929 - 1932: السيطرة الصينية.
- 9 فبراير1933: تأميم حكومة مانشوكو العميلة للخط.
- 23 مارس 1935: نقل سيطرة جانب حكومة مانشوكو إلى اليابان وشراء الجانب الشمالي من الاتحاد السوفيتي
- 1 شتنبر 1935: اعتراف الاتحاد السوفيتي بمانشوكو كمالك للخط.
- 18 غشت 1945: تحرير قوات السوفيات لهاربين.
- 18 غشت 1945 - 14 فبراير 1950: إدارة سوفياتية صينية مشتركة خط السكك الحديدية الصينية الشرقية.